# Євфимій (Шутак)
Архієпископ Євфимій (в миру Шутак Василь Іванович; 15 серпня 1934, Копашново Підкарпатська Русь — 19 січня 2000, Мукачево) — релігійний діяч УПЦ-МП. Єпископ Мукачівський і Ужгородський

### Біографія
Народився 1934 року в с. Копашново Хустського р-ну Закарпатської обл.
В 1950 році закінчив школу в рідному селі.
В 1954 році поступив послушником в Свято-Троїцький скит в м. Хуст.
В 1957 році по благословенню архієпископа Мукачівського і Ужгородського Варлаама був пострижений в монашество і іменем Євфимій на честь преподобного Євфимія Великого.
1959 року поступив на навчання в Одеську Духовну семінарію.

### Священниче служіння
Під час навчання в семінарії в 1962 році митрополитом Одеським і Херсонським Борисом рукоположений в сан ієродиякона.
В 1963 році закінчив Одеську духовну семінарію по першому розряду.
23 лютого 1964 року по благословенню архієпископа Ярославского і Ростовского Леоніда (Полякова), митрополитом Нью-Йоркським і Алеутським Іоанном (Вендландом) в м. Ярославль рукоположений в сан ієромонаха. Після хіротонії був назначений на парафіяльне служіння в Володимирський храм в с. Хоренське Мишкінского р-ну Ярославської обл.
9 березня 1966 року був переведений на служіння в парафіяльний храм в с. Унимеро Гаврилів-Ямського р-ну Ярославської обл.
В 1970 році поступив на заочне навчання в Московську духовну академію, яку закінчив в 1975 році.
5 травня 1972 року митрополитом Ярославським і Ростовським Іоанном возведений в сан ігумена.
6 червня 1980 року переведений в Мукачівську і Ужгородську єпархію і призначений духівником в Вознесенський жіночий монастир в с. Чумальово.
31 травня 1984 року єпископом Мукачівським і Ужгородським Савой возведений в сан архімандрита.
В 1988 році нагороджений правом носіння 2-го хреста з прикрасами.
З лютого 1988 року входить в склад Єпархіального управління Мукачівської і Ужгородської єпархії

### Єпископське служіння
19 липня 1989 року Священним Синодом визначено бути єпископом Мукачівським і Ужгородським.
28 липня 1989 року в Володимирськім кафедральнім соборі м. Києва звершилась архієрейська хіротонія, яку очолив митрополит Київський і Галицький Філарет (Денисенко), патріарший екзарх України. Йому співслужили: митрополит Львівський і Дрогобицький Никодим (Руснак), архієпископи: Чернигівський і Ніжинский Антоній (Вакарик), Івано-Франківський і Коломийський Макарій (Свистун), Волинський і Ровенський Варлаам (Ільющенко), Харківський і Богодухівський Іриней (Середній), єпископи: Кіровоградський і Миколаївський Севастіан (Пилипчук), Сумський і Охтирський Никанор (Юхим'юк), Чернівецький і Буковинський Антоній (Москаленко).
17 липня 1996 року в часі перебування на Закарпатті митрополита Київського і всієї України Володимира (Сабодана), був возведений в сан архієпископа.
Помер 19 січня 2000 р. Похований на кладовищі Мукачівського монастиря.